# Zastava Libije
Zastava Libije usvojena 3. kolovoza 2011. Zastava Libije je trobojnica čije su boje poredane vodoravno: crvena, crna i zelena. U sredini zastave nalazi se muslimanski polumjesec i zvijezda bijele boje. Ova zastava ranije je rabljena za vrijeme Kraljevine Libije.

## Povijest
Prva državna zastava moderne Libije je usvojena kada je zemlja stekla neovisnost od Italije godine 1951. To je bila crveno-crno-zelena trobojnica, s bijelim polumjesecom i zvijezdom u sredini, te srednjom, crnom linijom dvostruke širine u odnosu na vanjske linije. I danas ovu zastavu koriste monarhisti i Gadafijevi protivnici.
Nakon puča 1969., ova zastava je zamijenjena panarapskom crveno-bijelo-crnom trobojnicom (sličnoj današnjoj jemenskoj zastavi). Nakon formiranja i razdruživanja Federacije Arapskih Republika (koja je kratko povezivala Libiju, Egipat i Siriju), usvojena je zelena zastava.